# Reichstagswahlkreis (Schweden)
Die Reichstagswahlen in Schweden werden in Mehr-Personen-Reichstagswahlkreisen durchgeführt.

## Reichstagswahlkreise
Schweden ist für die Wahlen zum Reichstag in 29 Wahlkreise eingeteilt. Die Zahl der Wahlkreise bei Parlamentswahlen ist im schwedischen Wahlgesetz festgeschrieben. Der Reichstag hat 349 Sitze, davon sind 310 ständige Wahlkreissitze und 39 sind Ausgleichssitze, die dazu dienen, gemäß dem Prinzip der Verhältniswahl eine Verteilung der Sitze nach dem Stimmenergebnis sicherzustellen.
Die Zahl der im Reichstagswahlkreis zu vergebenden Abgeordnetenmandate unterscheidet sich von Reichstagswahlkreis zu Reichstagswahlkreis und richtet sich nach der Anzahl der Wahlberechtigten, die in jedem Wahlkreis leben.
Grundsätzlich bildet jeder der 21 Län einen Wahlkreis. Einige Län sind aber in mehrere Wahlkreise aufgeteilt: Der Stockholms län bildet zwei Wahlkreise, Skåne län vier und Västra Götalands län fünf Wahlkreise.